# محمودآباد حسین صفر
محمودآباد حسین صفر روستایی در دهستان شریف‌آباد، بخش مرکزی شهرستان سیرجان در استان کرمان است.
جمعیت این روستا در سال ۱۳۸۵، ۲۰ نفر بوده‌است.